# 炯玛埃
炯玛埃（英語：或Kyonmangay）是缅甸伊洛瓦底省渺彌亞縣瓦溪码镇区下辖的一个镇。

## 事件
2020年10月25日，据当地警方称，当全国民主联盟支持者乘坐小船和摩托艇巡航时，一名男性政党支持者在炯玛埃镇的一条河流中溺亡。